# Hope for Haiti Now
«Hope for Haiti Now» — музичний збірний альбом, записаний відомими американськими та іншими зірками поп- і рок-сцени у благодійних цілях на допомогу жертвам землетрусу на Гаїті (2010), що вийшов 23 січня 2010 року. Альбом відразу дебютував на перших місцях у головних хіт-парадах світу в США, у Великій Британії та інших країнах. Також він став першим в історії цифровим релізом, який піднявся на вершину американського хіт-параду Billboard 200.

## Список композицій
| #   | Назва                                                                               | Автор                                                             | Виконавець                        | Тривалість |
| --- | ----------------------------------------------------------------------------------- | ----------------------------------------------------------------- | --------------------------------- | ---------- |
| 1.  | «Send Me an Angel» (originally titled «Prelude to a Kiss» from Keys' album As I Am) | Аліша Кіз                                                         | Аліша Кіз                         | 3:43       |
| 2.  | «A Message 2010»                                                                    | Guy Berryman, Jonny Buckland, Will Champion, Кріс Мартін          | Coldplay                          | 4:04       |
| 3.  | «We Shall Overcome»                                                                 | Charles Albert Tindley                                            | Брюс Спрінгстін                   | 2:52       |
| 4.  | «Time to Love / Bridge over Troubled Water»                                         | Стіві Уандер/ Пол Саймон                                          | Стіві Уандер                      | 4:01       |
| 5.  | «I'll Stand by You» (feat. The Roots)                                               | Кріссі Хайнд, Tom Kelly, Billy Steinberg                          | Шакіра                            | 3:55       |
| 6.  | «Motherless Child»                                                                  | Traditional                                                       | John Legend                       | 4:11       |
| 7.  | «Hard Times Come Again No More» (feat. The Roots)                                   | Stephen Foster                                                    | Mary J. Blige                     | 3:57       |
| 8.  | «Breathless»                                                                        | Kevin Griffin                                                     | Тейлор Свіфт                      | 3:51       |
| 9.  | «Lift Me Up»                                                                        | Крістіна Агілера, Лінда Перрі                                     | Крістіна Агілера                  | 3:45       |
| 10. | «Driven to Tears»                                                                   | Gordon Sumner                                                     | Стінг                             | 3:34       |
| 11. | «Halo» (feat. Кріс Мартін)                                                          | Райян Теддер, Evan Bogart, Бейонсе                                | Бейонсе                           | 3:31       |
| 12. | «Lean on Me»                                                                        | Bill Withers                                                      | Sheryl Crow, Kid Rock і Кіт Урбан | 3:36       |
| 13. | «Like a Prayer»                                                                     | Madonna Ciccone, Патрік Леонард                                   | Мадонна                           | 3:29       |
| 14. | «Hallelujah» (feat. Charlie Sexton)                                                 | Leonard Cohen                                                     | Джастін Тімберлейк & Matt Morris  | 4:15       |
| 15. | «Let It Be» (feat. The Roots)                                                       | Джон Леннон, Пол МакКартні                                        | Дженніфер Гадсон                  | 3:53       |
| 16. | «Many Rivers to Cross»                                                              | Джиммі Кліфф                                                      | Emeline Michel                    | 3:01       |
| 17. | «Stranded (Haiti Mon Amour)» (жива версія)                                          | Shawn Carter, Paul Hewson, David Evans, Kasseem Dean, Robyn Fenty | Jay-Z, Боно, The Edge і Ріанна    | 4:27       |
| 18. | «Alone and Forsaken»                                                                | Hank Williams                                                     | Дейв Метьюз і Ніл Янг             | 3:30       |
| 19. | «Rivers of Babylon / Yele (Medley)»                                                 | Brent Dowe, Trevor McNaughton                                     | Вайклеф Жан                       | 3:55       |
| 20. | «Stranded (Haiti Mon Amour)» (version 1.0)                                          | Carter, Hewson, Evans, Dean, Fenty                                | Jay-Z, Боно, The Edge і Ріанна    | 4:20       |

## Позиции в чартах
Альбом дебютував на вершині Billboard 200 з тиражем продажів 171 000 примірників.
| Чарти (2010)                          | Верхня позиція |
| ------------------------------------- | -------------- |
| Canadian Albums Chart                 | 1              |
| French Digital Albums Chart           | 4              |
| New Zealand Albums Chart              | 24             |
| UK Compilation Albums Chart           | 1              |
| U.S. Billboard 200                    | 1              |
| U.S. Billboard Top Independent Albums | 1              |